# 小林実希
小林 実希（こばやし みき、女性、1989年11月4日 - ）は、日本の空手家、帝京大学職員・空手道部コーチ。階級は組手55kg級。

## 人物
三重県出身で小学2年から空手を始めた。四日市市立塩浜中学校卒業後、大阪府の東大阪大学敬愛高等学校に進み、インターハイの組手団体で優勝を飾った。
帝京大学3年となった2010年10月にベオグラードで開催された、第20回世界空手道選手権大会で初優勝した。現在はナショナルチーム女子主将を務める。2014年12月の全日本選手権大会をもって現役引退。

## 戦績
- 2009年 - 第37回日本空手道選手権大会 3位
- 2010年 - 第20回世界空手道選手権大会 優勝
- 2010年 - 第38回日本空手道選手権大会 優勝
- 2010年 - 第16回アジア競技大会 銀メダル
- 2011年 - 第39回日本空手道選手権大会 優勝
- 2012年 - 第21回世界空手道選手権大会 3位
- 2012年 - 第40回日本空手道選手権大会 優勝
- 2013年 - ワールドゲームズ2013 予選敗退
- 2013年 - 第41回日本空手道選手権大会 3位
- 2014年 - 第17回アジア競技大会 銅メダル

## 受賞歴
- 2009年 - 三重県スポーツ賞優秀賞[8]